# Вулиця Нижній Вал (Київ, Подільський район)
Ву́лиця Ни́жній Ва́л — вулиця у Подільському районі міста Києва, місцевості Поділ, Плоське. Пролягає від Глибочицької до Набережно-Хрещатицької вулиці та Вантового мосту. Відділена бульварною алеєю від свого парного боку — вулиці Верхній Вал, лежить на місці укріплень вздовж течії зниклої річки Глибочиці, заведеної у колектор.
Прилучаються вулиці Лук'янівська, Мирна (нижня частина Олегівської), Житньоторзька, Костянтинівська, Межигірська, Волоська, Почайнинська.

## Історія
Вулиця Нижній Вал є однією з давніх вулиць Подолу, проте під сучасною назвою відома від початку XIX століття. У 30-ті роки XX століття частина Нижнього Валу (від початку до Костянтинівської вулиці) разом з аналогічною частиною вулиці Верхній Вал мала назву Кі́мівська вулиця, на честь Комуністичного Інтернаціоналу Молоді (КІМ).

## Забудова
На Нижньому Валі знайдено залишки садиб X–XI століття, дерев'яних тротуарів. За часів польського панування тут були володіння католицького єпископа Біскупщина. В результаті Визвольної війни XVII століття, землі передали київській метрополії, стару назву забули.
Сучасна забудова Нижнього Валу — це переважно споруди XIX — початку XX століття. Будівель, споруджених пізніше 1930-х років — лише декілька.
2014 року на вулиці Нижній Вал, 27-29 з порушенням умов договору оренди ділянки і відхиленням від погодженої проектної документації звели житловий комплекс «Поділ Престиж». Споруда, яка, на думку активістів, спотворила історичну об'ємно-просторову композицію Подолу, отримала в народі назву «Будинок-монстр». Під тиском громадськості міська влада звернулась до суду з позовом про знесення незаконної надбудови. 27 листопада 2019 року, після п'яти років розгляду справи, Господарський суд міста Києва ухвалив відповідне рішення.
Верхній та Нижній Вали, радше за все, зазна́ють сильних змін через введення в користування Подільського мостового переходу. Розглядаються різні способи розширення проїзної частини вулиць, аж до побудови естакади.

## Пам'ятки історії та архітектури
- Буд. № 7 — житловий будинок (1876)
- Буд. № 9 — житловий будинок (1877)
- Буд. № 19 — міська садиба, в якій розміщувався завод штучних мінеральних вод; у 1920-х роках діяла єврейська молитовна лікарня (кінець XIX — початок XX ст.), існував вальцьовий млин. Нині — агентство США з міжнародного розвитку (USAID) в Україні, Молдові та Білорусі
- Буд. № 21 — житловий будинок, в якому у 1899–1916 рр. містився готель «Бліндер» (1889)
- Буд. № 23 — житловий будинок (1874, архітектор В. Прохоров)
- Буд. № 33 — міська садиба, в якій містився безкоштовний притулок Товариства надання медичної та матеріальної допомоги бідним породіллям, відділення доброчинного товариства «Крапля молока» (середина XIX — початок XX ст.)
- Буд. № 35/15 — прибутковий будинок (1899)
- Буд. № 37 — міська садиба, в якій містилися молитовні різних єврейських громад; 1-а школа «Талмуд Тора», школа меламедів тощо (кінець XIX — початок XX ст.)
- Буд. № 39 — колишній готель «Дудман» (1892–1895)
- Буд. № 49 — колишній комплекс доброчинних закладів Ф. А. і Н. В. Терещенків (1880-ті)

## У літературі
У першій частині роману В. Підмогильного «Місто» згадується будинок №37 по Нижньому Валу, в якому, у крамаря Луки Гнідого, зупинився герой твору Степан, уперше приїхавши до Києва.  

## Зображення

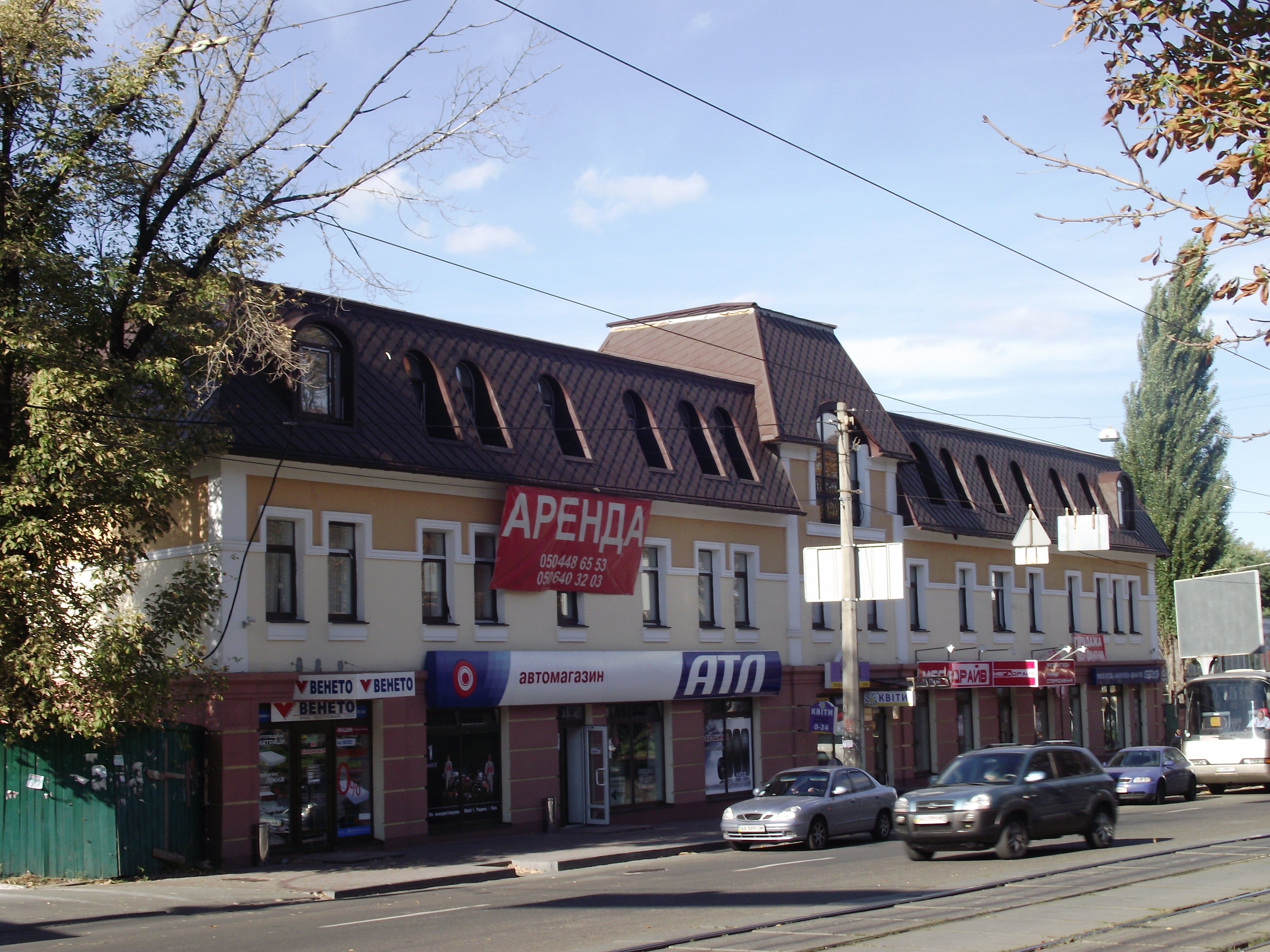
Будинки № 7, 9
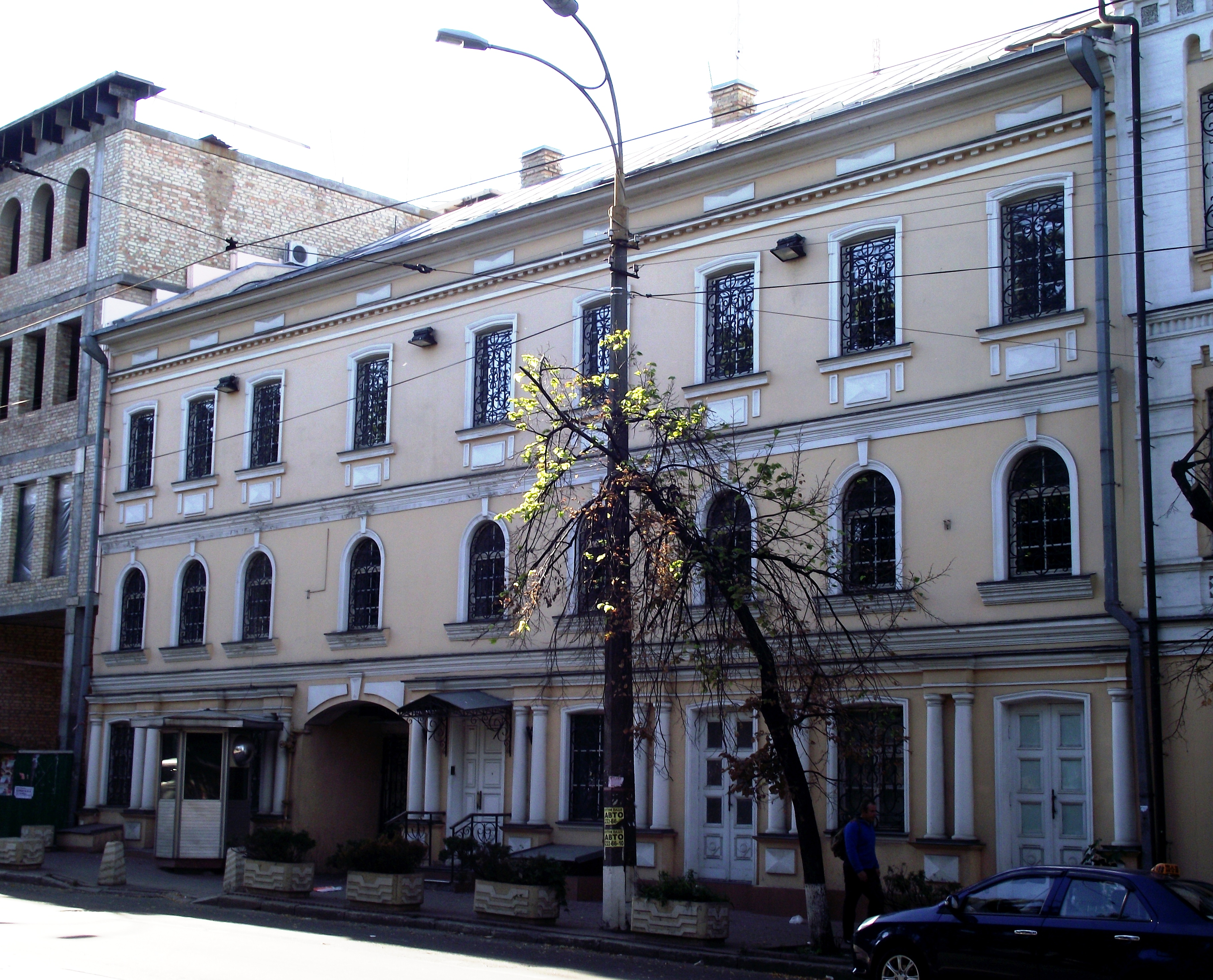
Будинок № 19
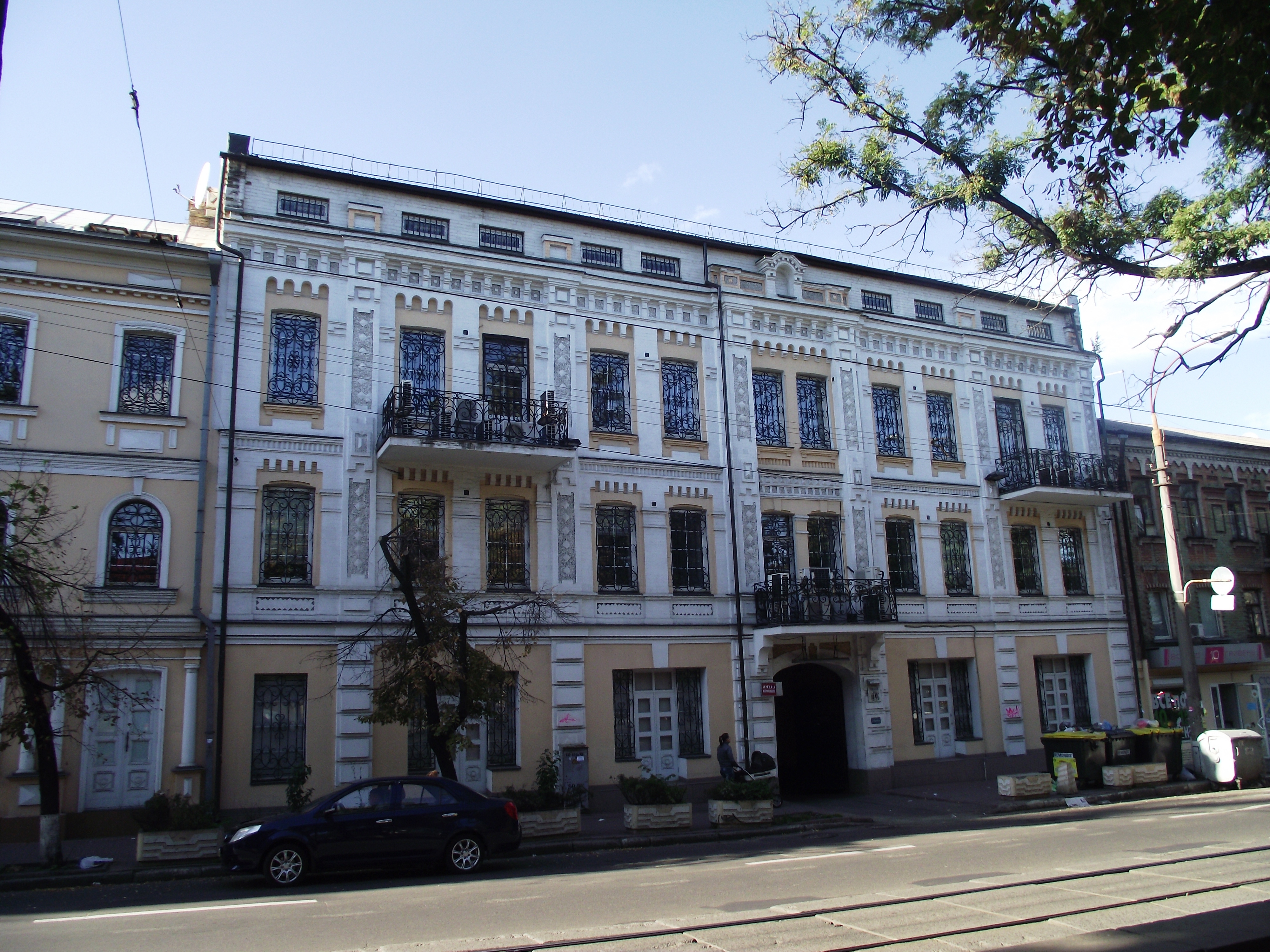
Будинок № 21
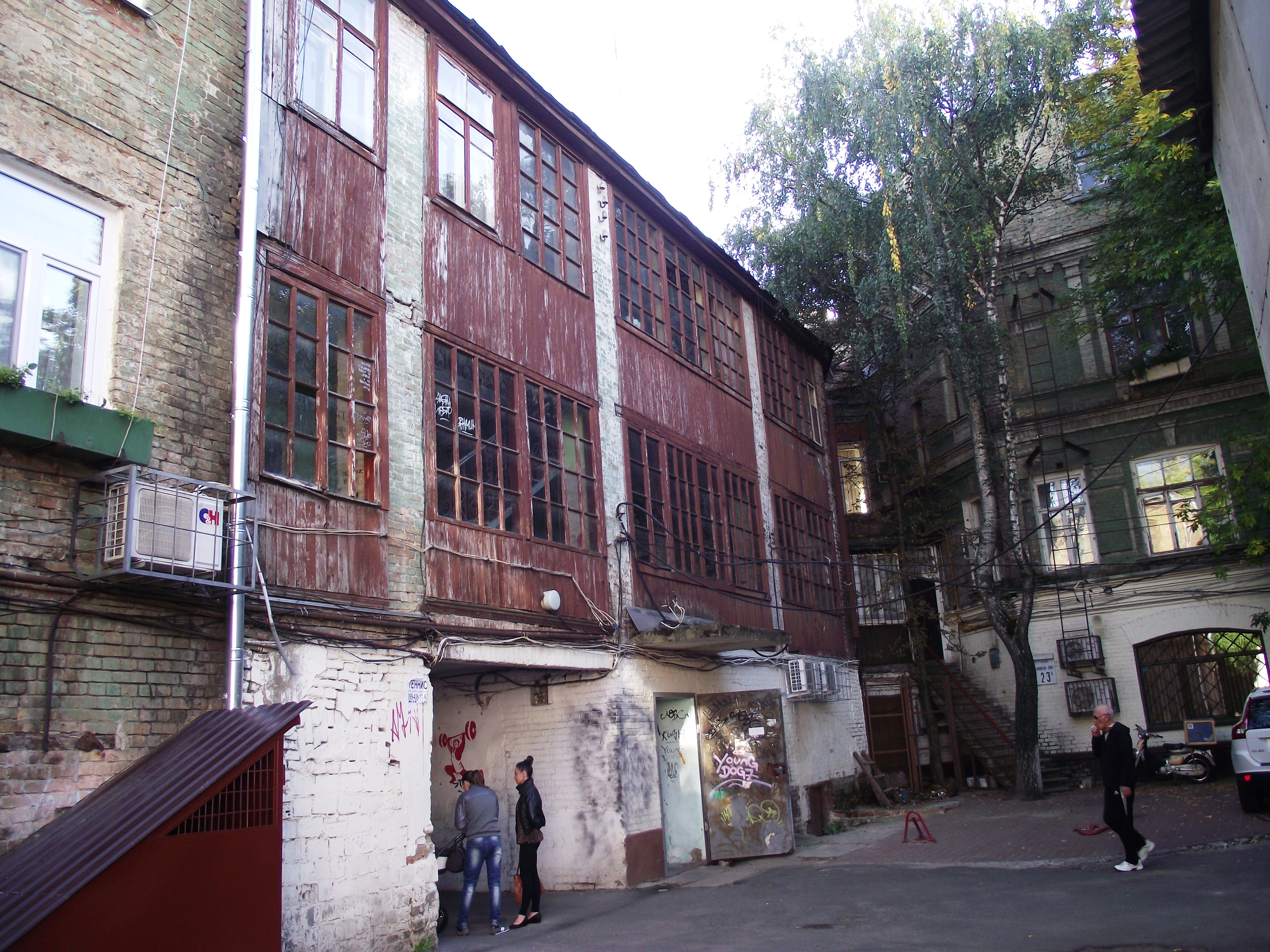
Будинок № 23 — типовий єврейський дворик з дерев'яними верандами і зовнішніми сходами
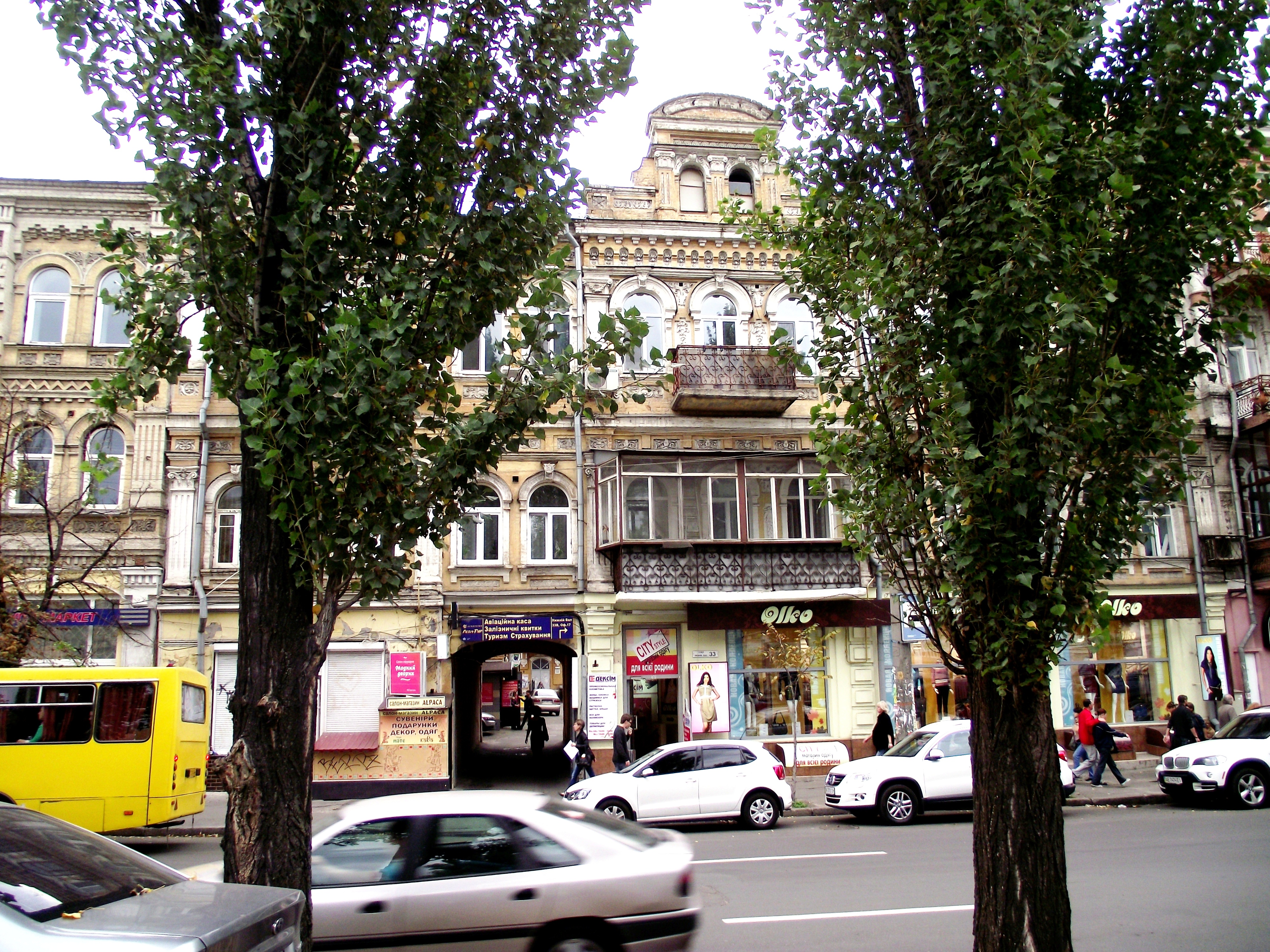
Будинок № 33
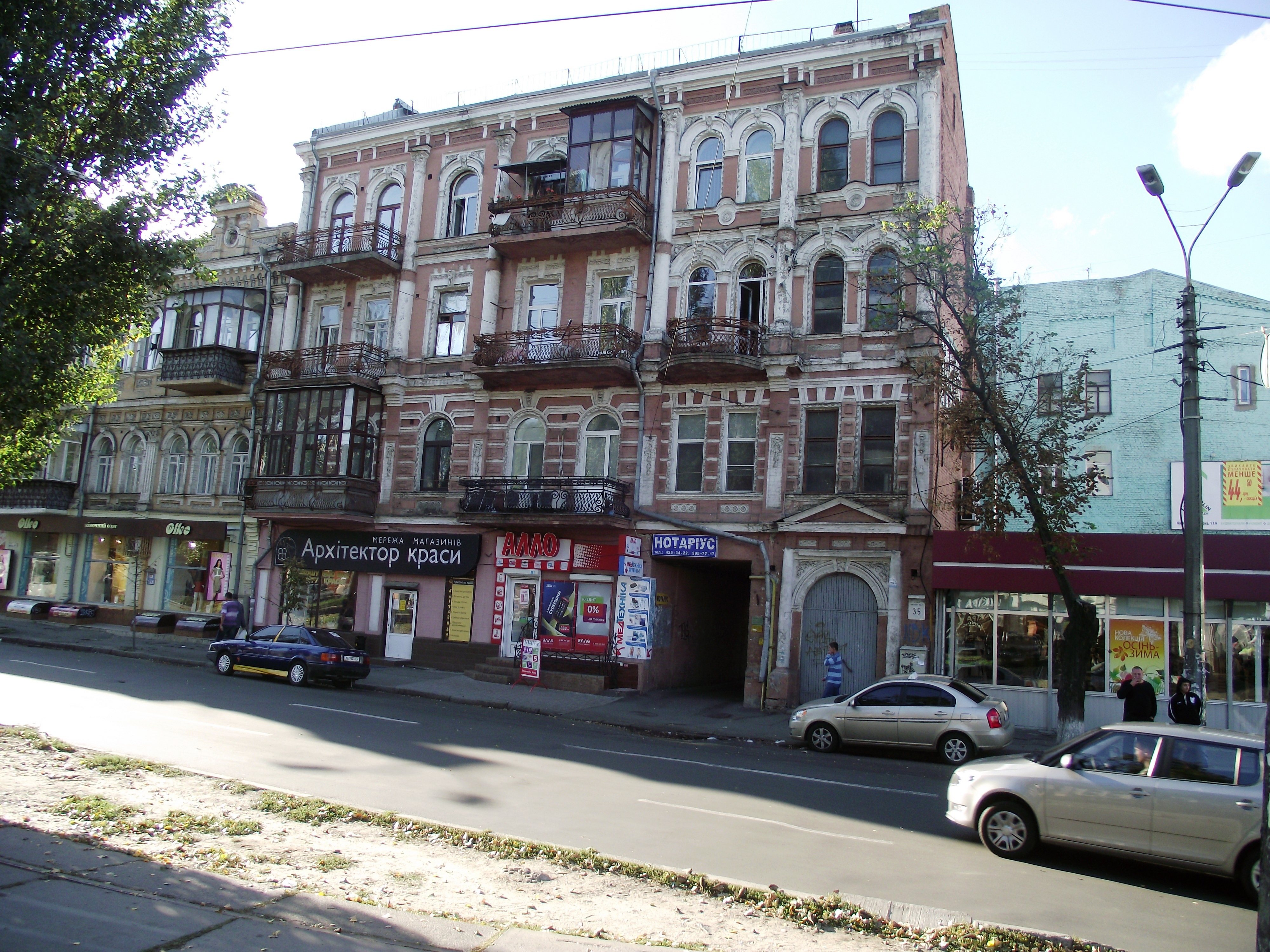
Будинок № 35
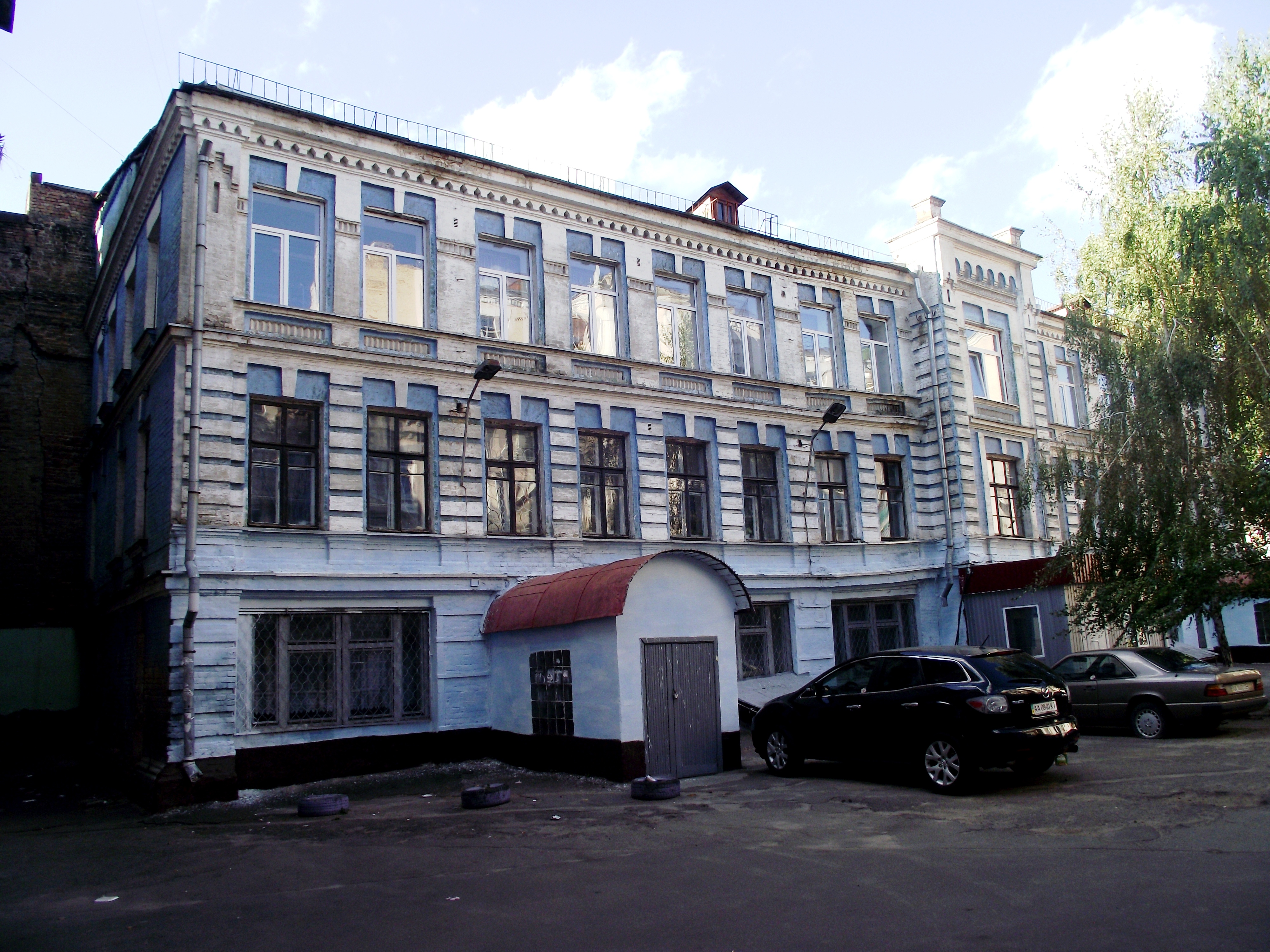
Будинок № 37. Флігель. Зараз — Київський професійний ліцей сфери послуг
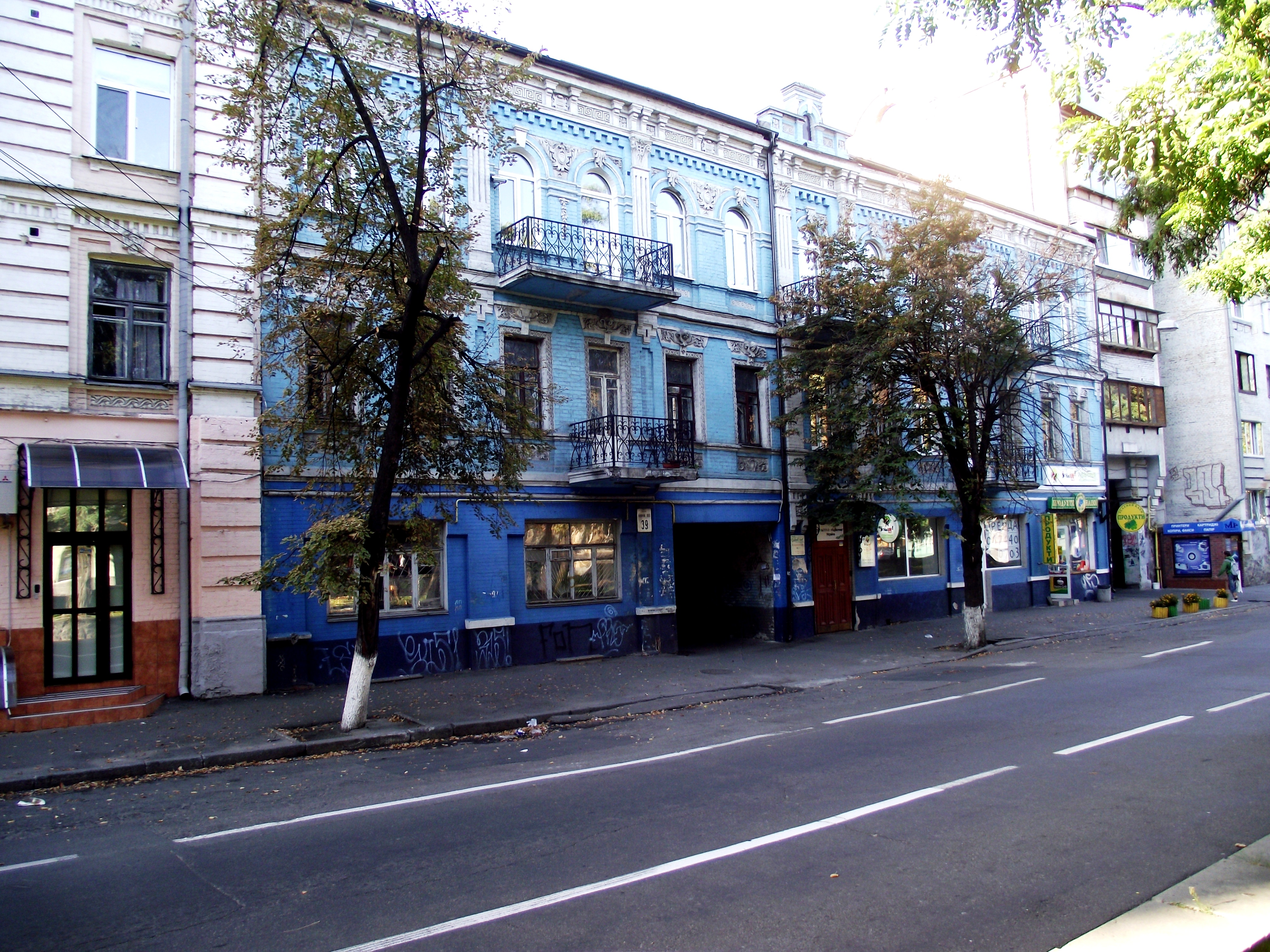
Будинок № 39
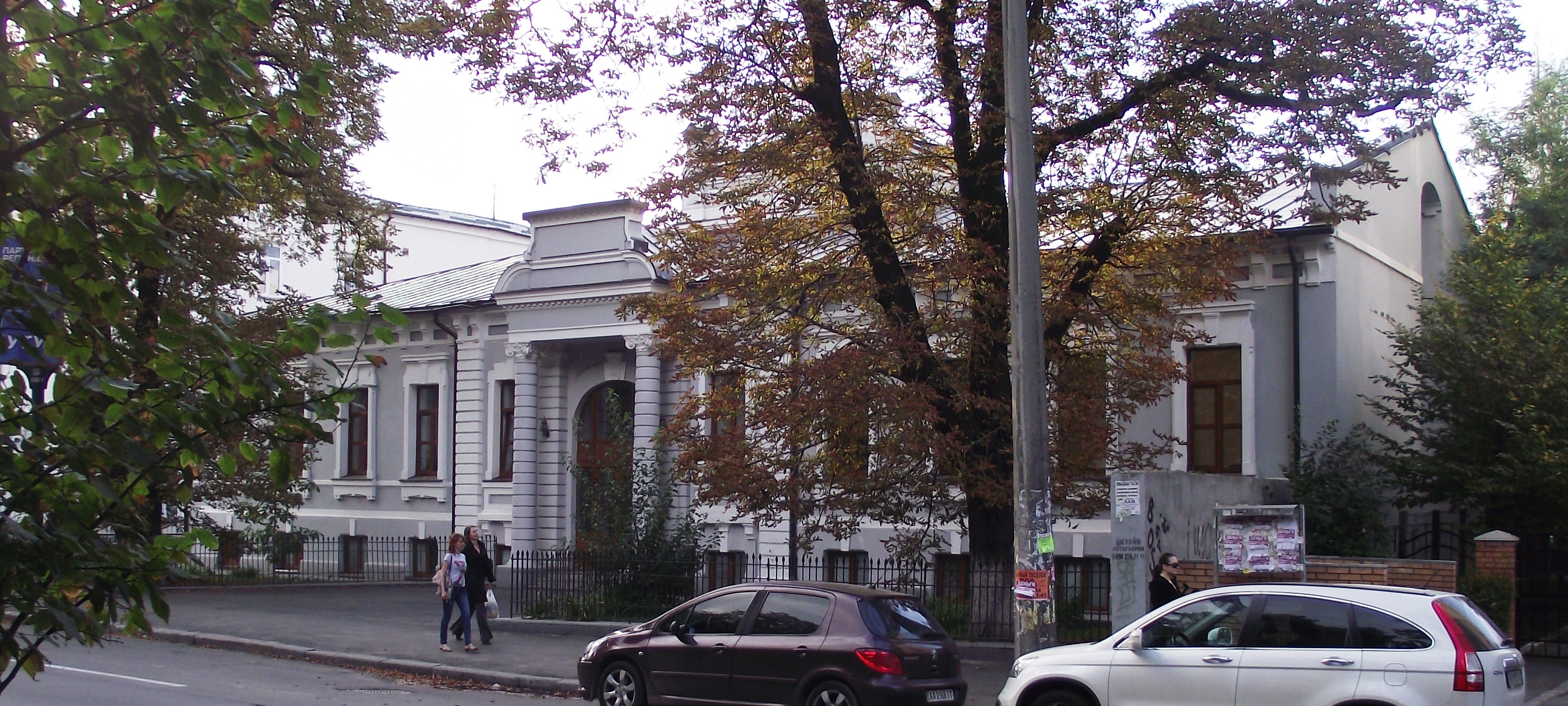
Будинок № 49. Притулок пологовий. Зараз — АТС
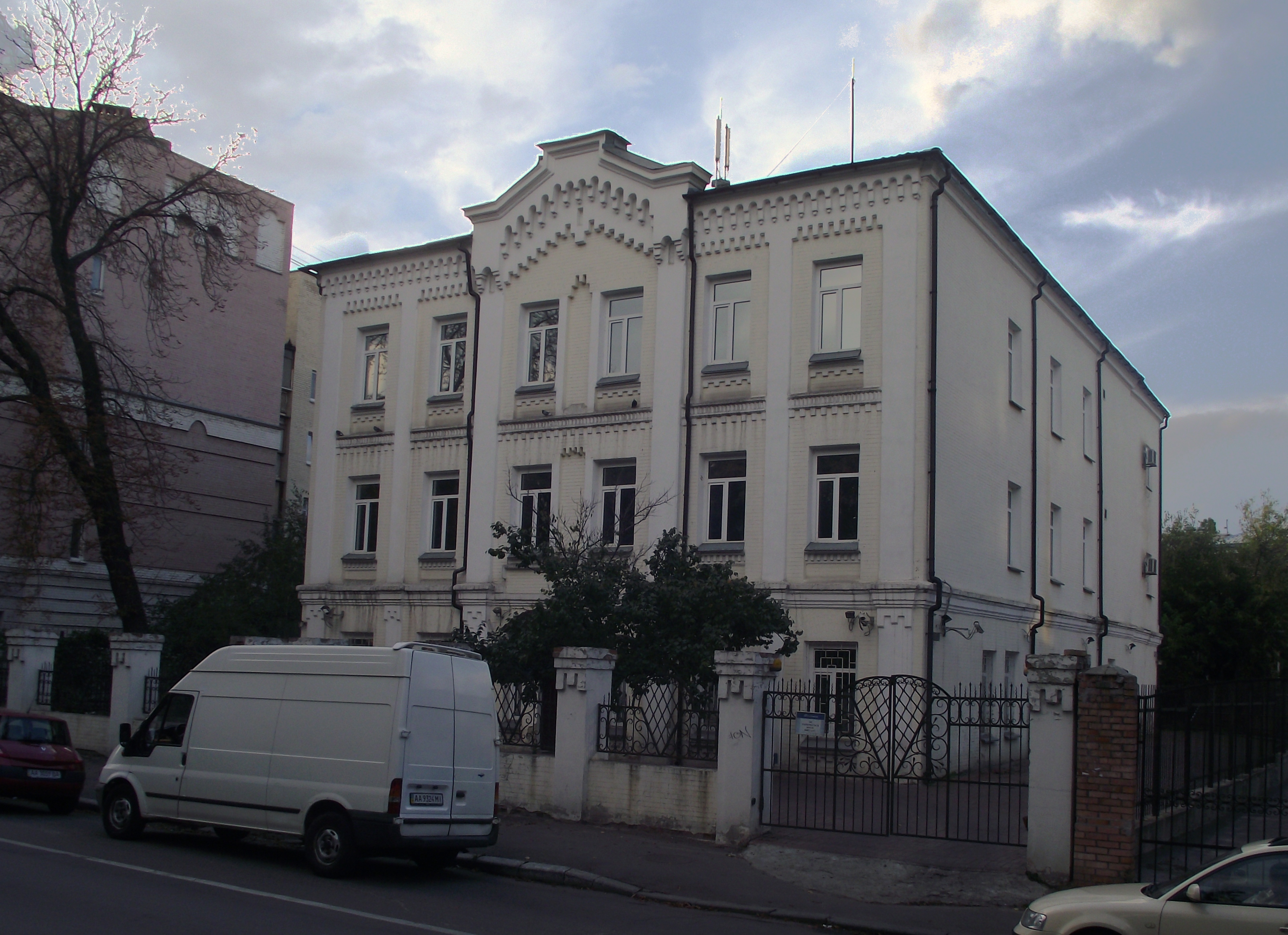
Будинок № 49а. Притулок нічліжний. Зараз — Укртелеком
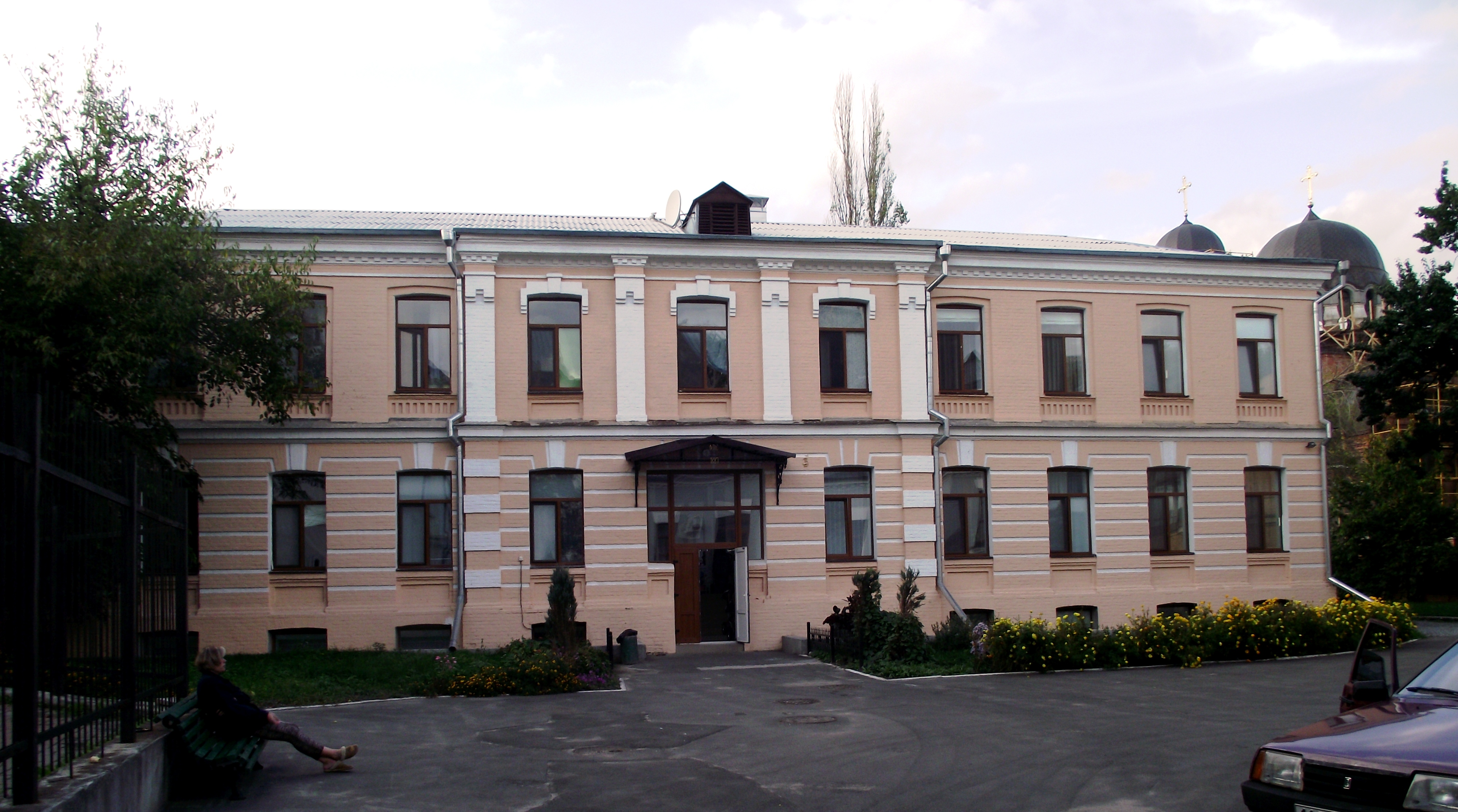
Будинок № 49б. Будинок з безкоштовними квартирами. Зараз — жилий дім